# Whitecapsita
La whitecapsita és un mineral que presenta una combinació única d'elements. L'estructura es basa en el complex heteropolièdric [(□,Fe2+)₆Fe3+₇Sb₃O₈(AsO₄)9(H₂O)30], la part central del qual és el prisma trigonal Fe3+O₆. Els clústers complexos es troben vinculats només a través d'enllaços d'hidrogen a molècules d'aigua que resideixen en l'espai intersticial. El mineral s'anomena així per la seva localitat tipus: la mina White Caps.

## Característiques
La whitecapsita és un element químic de fórmula química H16Fe₅2+Fe143+Sb₆3+(AsO₄)18O16·120H₂O. Cristal·litza en el sistema hexagonal. La seva duresa a l'escala de Mohs és 2 a 2,5.

## Formació i jaciments
Es forma com a mineral secundari en la zona d'oxidació d'un dipòsit hidrotermal de sulfurs que conté arsenopirita, pirita i estibina. Es troba associat a: picrofarmacolita, guerinita, sofre natiu, guix, metastibnita, jarosita, goetita i pitticita. Només s'ha descrit a la seva localitat tipus.